# Małgorzata Walezjuszka
Małgorzata Walezjuszka, La Reine Margot, franc. Marguerite de Valois (ur. 14 maja 1553, zm. 27 marca 1615) – pierwsza żona Henryka IV Burbona, królowa Francji i Nawarry.

## Młoda Margot
Małgorzata urodziła się w Château Saint-Germain-en-Laye. Przez braci była nazywana zdrobniale Margot. Była córką Henryka II i Katarzyny Medycejskiej. Jej trzej bracia byli kolejno królami Francji: Franciszek II, Karol IX i Henryk III. Jej siostra Elżbieta de Valois została trzecią żoną króla Hiszpanii – Filipa II.
Mimo że młoda Małgorzata była zakochana w Henryku, księciu de Guise, jej ambitna matka nie chciała pozwolić, aby Gwizjusze objęli kontrolę nad Francją i sprzeciwiała się temu wybrankowi. Zamiast tego planowała wydać ją za Don Carlosa – syna Filipa II, ale z planów tych nic nie wyszło. Prowadzono także rozmowy z Dom Sebastianem z Portugalii, ale i one spełzły na niczym. Ostatecznie Margot miała poślubić Henryka Burbona (późniejszego Henryka IV), syna protestanckiej królowej Nawarry – Joanny d’Albret i Antoniego de Burbon, księcia Vendôme. Małżeństwo to było pomyślane jako zacieśnienie więzów rodzinnych pomiędzy rodami panującymi oraz pogodzenie hugenotów z katolikami. Mimo że matka Henryka Joanna sprzeciwiała się małżeństwu, szlachta nawarska gorąco je popierała i dzięki temu doszło do jego zaaranżowania. Joanna d’Albret zmarła, zanim doszło do ślubu.

## Ślub
18 sierpnia 1572 Małgorzata poślubiła Henryka Burbona, który po śmierci matki został królem Nawarry. Pan młody jako hugenot pozostawał poza kościołem przez większość ślubu. Odnotowano także, że nupturienci nie spoglądali na siebie tylko na wprost, co nie świadczyło o tym, by było to małżeństwo z miłości.
6 dni po ślubie w dzień św. Bartłomieja Katarzyna Medycejska przygotowała przy pomocy katolików słynną rzeź hugenotów (zobacz: Noc św. Bartłomieja), którzy przybyli na ślub do Paryża.

## Małżeństwo na odległość
Po ślubie i panującym po nim zamieszaniu Henryk uciekł do Nawarry, zostawiając swoją nowo poślubioną w Paryżu. Pod kontrolą swojego brata króla Henryka III Małgorzata stała się więźniem we własnym domu. Ostatecznie pozwolono jej wrócić do męża. Przez następne trzy i pół roku Margot i jej mąż prowadzili skandaliczne życie. Obydwoje obnosili się ze swymi kochankami i często kłócili. Po przebytej chorobie w 1582 Małgorzata wróciła do brata we Francji, ale Henryk III oburzony jej prowadzeniem się i nieobyczajnym życiem zmusił ją do opuszczenia swojego pałacu.

## Niemoralna królowa
Po długich negocjacjach wróciła do Nawarry i spotkała się tam z bardzo chłodnym przyjęciem. W tym czasie stanęła także na czele spisku mającego na celu przejęcie jednej ze swoich posiadłości, które otrzymała w posagu, a mianowicie Agen. Po kilku miesiącach umacniania miasta i wznoszenia fortyfikacji obywatele Agen zbuntowali się przeciw Małgorzacie i zmusili ją do ucieczki na zamek w Carlat. W 1586 Henryk III uwięził Margot w Usson w Owernii, gdzie spędziła 18 lat. W 1592 rozpoczęły się rozmowy na temat unieważnienia jej małżeństwa z Henrykiem Burbonem. Trwały one 7 lat, ale zakończyły się sukcesem dla Małgorzaty – mimo ustania małżeństwa nadal miała prawo do tytułu królewskiego.
W tym czasie Margot spisała swoje wspomnienia, które zostały opublikowane w 1628 roku kilkanaście lat po jej śmierci. Zarówno piękna, jak i inteligentna Małgorzata miała wielu kochanków; wśród nich m.in. Józefa Bonifacego de La Mole, Jacques’a de Harlaya, Seigneur de Chanvallon i Bussy’ego d’Amboise, jednak w pamiętnikach nie porusza tematu skandali obyczajowych.

## Ostatnie dni
Pod koniec życia urok osobisty Małgorzaty przyblakł, żyła w stanie bliskim ubóstwa, gnębiona przez wierzycieli. Po pogodzeniu się z byłym mężem i jego drugą żoną, Marią Medycejską, wróciła do Paryża i stała się mecenasem sztuki i opiekunką ubogich. Zajmowała się także wychowaniem wszystkich dzieci Henryka IV.
Zmarła w Paryżu 27 marca 1615 i została pochowana w kaplicy Walezjuszów. Tysiące ludzi opłakiwało śmierć królowej i ostatniego przedstawiciela dynastii Walezjuszów.

## Postać Małgorzaty de Valois w kulturze
Życie Małgorzaty stało się podstawą do napisania przez Alexandre’a Dumasa powieści pod tytułem Królowa Margot (La Reine Margot). Była ona ekranizowana wiele razy i przez różnych reżyserów. Do najbardziej znanych ekranizacji należy film z 1954 r. w reżyserii Jeana Dreville’a z Jeanne Moreau w roli tytułowej i 40 lat późniejszy w reżyserii Patrice’a Chéreau z Isabelle Adjani. Także opera zainteresowała się postacią Małgorzaty, Giacomo Meyerbeer na podstawie wydarzeń Nocy św. Bartłomieja skomponował operę Hugenoci. Odniesienie do Małgorzaty de Valois odnajdujemy też w powieści Michała Bułhakowa Mistrz i Małgorzata – tytułowa Małgorzata ma być potomkinią Małgorzaty de Valois.
Małgorzatę Walezjuszkę portretowała też Sarah Bernhardt w sztuce Le Vert galant w 1907.

## Przodkowie
|  |                          |  |  |  |  |  |  |  |  |  |  |  |  |
|  | Karol Andegaweński       |  |  |  |  |  |  |  |  |  |  |  |  |
|  |                          |  |  |  |  |  |  |  |  |  |  |  |  |
|  |                          |  |  |  |  |  |  |  |  |  |  |  |  |
|  | Franciszek I Walezjusz   |  |  |  |  |  |  |  |  |  |  |  |  |
|  |                          |  |  |  |  |  |  |  |  |  |  |  |  |
|  |                          |  |  |  |  |  |  |  |  |  |  |  |  |
|  | Ludwika Sabaudzka        |  |  |  |  |  |  |  |  |  |  |  |  |
|  |                          |  |  |  |  |  |  |  |  |  |  |  |  |
|  |                          |  |  |  |  |  |  |  |  |  |  |  |  |
|  | Henryk II Walezjusz      |  |  |  |  |  |  |  |  |  |  |  |  |
|  |                          |  |  |  |  |  |  |  |  |  |  |  |  |
|  |                          |  |  |  |  |  |  |  |  |  |  |  |  |
|  | Ludwik XII               |  |  |  |  |  |  |  |  |  |  |  |  |
|  |                          |  |  |  |  |  |  |  |  |  |  |  |  |
|  |                          |  |  |  |  |  |  |  |  |  |  |  |  |
|  | Klaudia Walezjuszka      |  |  |  |  |  |  |  |  |  |  |  |  |
|  |                          |  |  |  |  |  |  |  |  |  |  |  |  |
|  |                          |  |  |  |  |  |  |  |  |  |  |  |  |
|  | Anna Bretońska           |  |  |  |  |  |  |  |  |  |  |  |  |
|  |                          |  |  |  |  |  |  |  |  |  |  |  |  |
|  |                          |  |  |  |  |  |  |  |  |  |  |  |  |
|  | Małgorzata Walezjuszka   |  |  |  |  |  |  |  |  |  |  |  |  |
|  |                          |  |  |  |  |  |  |  |  |  |  |  |  |
|  |                          |  |  |  |  |  |  |  |  |  |  |  |  |
|  | Piotr II Medyceusz       |  |  |  |  |  |  |  |  |  |  |  |  |
|  |                          |  |  |  |  |  |  |  |  |  |  |  |  |
|  |                          |  |  |  |  |  |  |  |  |  |  |  |  |
|  | Wawrzyniec II Medyceusz  |  |  |  |  |  |  |  |  |  |  |  |  |
|  |                          |  |  |  |  |  |  |  |  |  |  |  |  |
|  |                          |  |  |  |  |  |  |  |  |  |  |  |  |
|  | Alfonsina Orsini         |  |  |  |  |  |  |  |  |  |  |  |  |
|  |                          |  |  |  |  |  |  |  |  |  |  |  |  |
|  |                          |  |  |  |  |  |  |  |  |  |  |  |  |
|  | Katarzyna Medycejska     |  |  |  |  |  |  |  |  |  |  |  |  |
|  |                          |  |  |  |  |  |  |  |  |  |  |  |  |
|  |                          |  |  |  |  |  |  |  |  |  |  |  |  |
|  | Jan III                  |  |  |  |  |  |  |  |  |  |  |  |  |
|  |                          |  |  |  |  |  |  |  |  |  |  |  |  |
|  |                          |  |  |  |  |  |  |  |  |  |  |  |  |
|  | Magdalena de la Tour     |  |  |  |  |  |  |  |  |  |  |  |  |
|  |                          |  |  |  |  |  |  |  |  |  |  |  |  |
|  |                          |  |  |  |  |  |  |  |  |  |  |  |  |
|  | Joanna de Burbon-Vendôme |  |  |  |  |  |  |  |  |  |  |  |  |
|  |                          |  |  |  |  |  |  |  |  |  |  |  |  |
|  |                          |  |  |  |  |  |  |  |  |  |  |  |  |